# Marvel Heroes (videojuego de 2006)
Marvel Heroes es un videojuego de acción y plataformas desarrollado por Semi Logic Entertainments y publicado por Mattel para HyperScan. Fue el cuarto juego para la consola HyperScan, es un juego ambientado en el Universo Marvel.

## Sinopsis
Se ingresa al Universo Marvel, un universo paralelo que además de seres mortales, está poblado por superhéroes, supervillanos, mutantes y dioses que libran una guerra constante para determinar el destino final.

## Jugabilidad
Los jugadores eligen a un héroe y se enfrentan a malvados ataques de matones, villanos y jefes mientras se abren camino a través de una amplia variedad de áreas personalizables y condiciones atmosféricas. Se deben tomar decisiones sabiamente ya que pueden tener un efecto positivo o negativo en el desempeño de batalla del héroe.
Portal: al final de cada nivel de juego, los jugadores encontran un Portal. Se ingresa al Portal y son transportados al siguiente nivel. Si el héroe no es transportado al siguiente nivel, no se habrá conquistado a todos los oponentes y tendrá que regresar, encontrarlos y derrotarlos.